# Malik Ayaz
Malik Ayaz (in persiano ملک ایاز‎) (Regno di Abcasia, ... – Lahore, 8 agosto 1041), figlio di Aymāq Abu'n-Najm, fu uno schiavo originario dell'Abcasia (regione situata attualmente in Georgia) che scalò la gerarchia fino ad assumere il grado di ufficiale e generale nell'esercito ghaznavide del sultano Mahmud, anch'egli in passato proveniente da condizione servile. Successivamente gli fu conferito il governatorato di Lahore. Il momento storico in cui Malik Ayaz fu al servizio del sultano Mahmud ispirò poesie e storie, e indusse gli storici musulmani e i sufi a commemorare Malik Ayaz a causa della sua incrollabile lealtà feudale a Mahmud Ghaznavi. Fu trovato morto nel suo letto nel 1041, evento ancora oggi inspiegato.

## Primi anni e carriera feudale
Nel 1021, il sultano Mahmud Ghaznavi elevò Ayaz assegnandogli la Signoria e il trono (Malik) di Lahore, che il Sultano aveva conquistato a seguito di un lungo assedio, ed una feroce battaglia in cui la città fu incendiata e spopolata. Come primo governatore musulmano di Lahore, ricostruì e ripopolò la città. Aggiunse anche molte caratteristiche importanti, come una fortificazione in muratura (che fece costruire intorno al 1037-1040, sulle rovine di un precedente edificio militare che aveva la stessa funzione, ma che fu demolito durante i combattimenti), e le porte della città (come riportato da Munshi Sujan Rae Bhandari, autore del Khulasatut Tawarikh, 1596 d.C.). Sotto il suo governo la città divenne un centro culturale e accademico, rinomato per la poesia.
La tomba di Malik Ayaz è tutt'oggi visitabile nella zona di Rang Mahal, a Lahore. Il complesso funerario e il giardino furono distrutti dai Sikh, durante il loro dominio sussistente anche sul principato di Lahore, ma fu ricostruito dopo la spartizione dell'India britannica (con l'indipendenza l'India e il Pakistan si divisero).

## Rapporto con Mahmud di Ghazna

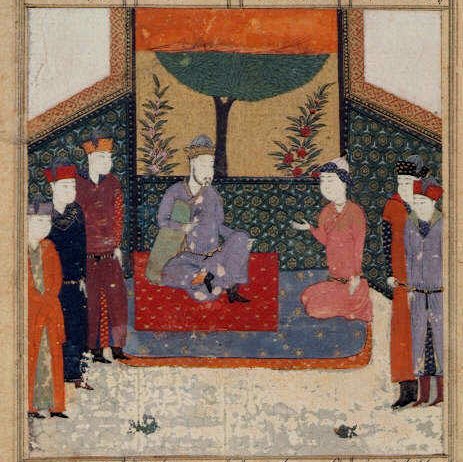
Ayaz inginocchiato davanti al sultano Mahmud di Ghazna, una miniatura tratta da un volume dei Sei poemi di Attar da Nishapur del XV secolo, scritti nell'Iran meridionale (1472; Londra, British Library).

La natura della relazione tra Mahmud di Ghazna e Ayaz è controversa. Alcune fonti, in particolare dalla poesia persiana, afferma che i due uomini erano amanti. Tuttavia, autori coevi agli imperatori ghaznavidi come Gardizi, Farrokhi e Bayhaqi non fanno menzione di un relazione romantica tra Mahmud e Ayaz, piuttosto descrivendo Ayaz come un comandante, un nobile o uno stretto collaboratore del sultano Mahmud. Nizami Aruzi, scrivendo circa un secolo dopo la morte di Mahmud, presenta una narrazione alternativa sulla relazione tra Mahmud e Ayaz nella sua opera Chahar Maqala, dove non sono amanti, sebbene Mahmud sia ancora innamorato di Ayaz. Aruzi racconta una storia in cui Mahmud, essendo un pio musulmano, reprime i suoi sentimenti e si rifiuta di agire di conseguenza, provocando un incidente in cui Mahmud, ordina ad Ayaz di tagliarsi i capelli, in modo che sia meno attratto da lui e quindi sia in grado di trattenersi meglio dal commettere un peccato.
(Attar di Nishapur, Ilahi-Nama, 1200 circa)

## Malik Ayaz nel Sufismo
Amjad Farid Sabri, musicista e autore di un genere musicale chiamato qawwali, ha composto ed eseguito un notturno (canzone) dedicata a Malik Ayaz, che lo loda per la sua fedeltà a Mahmud di Ghazni, la canzone menziona anche Ajmer Sharif Dargah, e come attrae le donne con e per la medesima devozione.